# Пономаренко Володимир Олександрович
Володимир Олександрович Пономаренко (3 січня 1933, Мелітополь, Запорізька область, Українська РСР, СРСР — 3 червня 2025) — радянський і російський учений в галузі авіаційно-космічної медицини та психології. Доктор медичних наук (1974), професор (1980). Генерал-майор медичної служби (1984).

## Біографія
Володимир Пономаренко народився 3 січня 1933 року у місті Мелітополь нині Запорізької області. До 1947 року проживав з батьками в одному з радгоспів Мелітопольського району. Пережив із матір'ю нацистську окупацію, з 1944 року працював на польових роботах. Ходив до початкової школи у сусідньому селі. Потім жив на приватній квартирі в Мелітополі на Червоній Гірці та навчався у середній школі № 12. Завершив середню освіту у вечірній школі № 4 1950 року.
У школі Володимир керував драмгуртком, був активістом самодіяльності Мелітопольського Палацу піонерів. Отримавши атестат про закінчення школи, вступав до ВДІКу, проте на вимогу матері склав вступні іспити до 2-го медичного інституту. 1954 року Володимира Пономаренка призвали до армії та направили на навчання на військово-медичний факультет Саратовського державного медичного інституту за спеціальністю авіаційна медицина (1956).
Закінчивши ЗВО, Пономаренко служив на лікарських посадах у 382-му винищувальному полку ППО країни (біля станції Ханкала ; 1956—1962). Тут він почав збирати матеріал для майбутньої дисертації. Його відправили вчитися до ад'юнктури при Державному науково-дослідному випробувальному інституті авіаційно-космічної медицини Міністерства оборони СРСР. Після закінчення ад'юнктури послідовно обіймав у цьому інституті посади наукового співробітника, начальника лабораторії, начальника відділу, заступника начальника науково-дослідної роботи; з 1986 року — начальника інституту, а з 1993 р. — Головного наукового співробітника.
У жовтні 2008 року після багаторічної перерви побував у місті, де він народився і ріс — у Мелітополі.

### Сім'я[3]
- Батько — Олександр Федорович Пономаренко, директор радгоспу
- Мати — Єфросинія Марківна Грициєнко, завідувачка дитячого садка
- Дружина — Валентина Михайлівна Пономаренко, лікар
- Син Андрій Володимирович Пономаренко (нар.1955), конструктор ОКБ ім. А. І. Мікояна
- Син Костянтин Володимирович Пономаренко (нар.1961), лікар в авіаційному шпиталі (начальник центру льотної експертизи)

## Наукова діяльність
Наукові інтереси Володимира Пономаренка з самого початку було зосереджено на захисті, підвищенні надійності та продовженні професійного довголіття людини, яка потрапила в небезпечне середовище. Це середовище високих швидкостей та великих прискорень, незвичайного просторового орієнтування, численних несприятливих впливів на організм та психіку; середовище, в якому помилки ведуть до аварій та катастроф.
Експерименти у цій галузі були виключно складними у науковому та організаційно-технічному плані. Вперше у світі вчений застосував метод раптового запровадження відмов авіаобладнання у реальному польоті, зокрема під час заходу посадку. При цьому він особисто, у кріслі другого пілота, брав участь у польотах, під час яких створювалися експериментальні аварійні ситуації.
За 18 років науково-дослідної роботи в повітрі вдалося провести понад 20 тисяч льотних експериментів з психофізіології, інженерної психології та ергономіки в нормальних, аварійних та позаштатних ситуаціях.
Новаторський підхід дозволив сформулювати принципово нові положення щодо діяльності льотчика. Було доведено, що його помилки — наслідок обмеженості людських можливостей, недосконалості льотної підготовки, технічного обладнання та збоїв у взаємодії людини та техніки. Нові дані були використані для вдосконалення льотної кабіни, засобів відображення інформації на екранних індикаторах (наприклад, на літаках МіГ-29, Су-27).
Під керівництвом Володимира Пономаренка були розроблені методи діагностики психофізіологічних резервів, каталог загроз здоров'ю, методи та апаратура відновлювальної медицини для спецшпиталів. У 1965 році він захистив кандидатську дисертацію «Роль особистого фактора в аварійних ситуаціях з благополучним результатом». 1974 року захистив докторську дисертацію «Теоретико-експериментальне дослідження надійності людини в небезпечній професії».
З 1986 року центр наукових досліджень вченого зміщується до галузі психології. Спільно із М. Д. Заваловою він розробив концепцію психічного образу польоту з допомогою опорних точок. Концепція набула широкого визнання у льотчиків та інструкторів і нині стала нормативним засобом підготовки пілотів.
Під його керівництвом створена комплексна система навчання та виховання льотчиків на весь період навчання у льотних училищах Російської Федерації. При цьому використано нові підходи до вироблення професійно важливих особистісних, інтелектуальних, психофізіологічних та фізичних якостей. Психологія людини склала ядро цієї системи.
Він обґрунтував також комплекс заходів з профорієнтації та підвищення мотивації навчання у школах-інтернатах авіаційного профілю.
Його роботи дозволили перебудувати професійну підготовку так, щоб вона забезпечувала максимальну актуалізацію та розкриття психологічних резервів людини. Для цього було створено тренажерні комплекси, впроваджені у практику професійного навчання.
Він написав і домігся введення до навчального процесу освітніх установ Міністерства оборони РФ понад 30 навчальних посібників та кінокурс «Психологія льотної праці» (10 фільмів), підготовлених під його керівництвом.
Пономаренко досліджував проблему надійності ланки «людина» в екстремальних ситуаціях. Ученим було сформульовано концепцію активного оператора в автоматизованих системах «людина-машина», вона використовується для проєктування літальних апаратів спеціального призначення.
Ще один напрямок наукової діяльності Володимира Пономаренка — створення концепції професійного здоров'я. Вона стала складовою загальнонаціональної концепції «Охорона здоров'я здорових», затвердженої Міністерством охорони здоров'я Росії в 2003 році.
Володимира Пономаренка обрано радником директора Російського наукового центру відновлювальної медицини та курортології Росздраву. Володимир Пономаренко брав активну участь у створенні кафедри відновної медицини ММА ім. І. М. Сєченова, де нині працює професором.
Володимир Пономаренко — автор (або співавтор) кількох сотень публікацій, зокрема близько трьох десятків монографій. Під його керівництвом захищено понад 20 кандидатських дисертацій. Результати наукової та суспільної діяльності вченого відзначені трьома орденами та 17 медалями. Він лауреат Державної премії Ради Міністрів СРСР (1990) та Премії Уряду Російської Федерації в галузі науки і техніки (2004).

## Суспільна діяльність
Володимир Пономаренко — дійсний член Академії педагогічних наук СРСР (1990) та Російської академії освіти (1993), член президії Російського психологічного товариства (1982—1992) та Асоціації льотного складу Росії.
Він очолює вчену раду Науково-дослідного центру авіаційно-космічної медицини (Москва), входить до спеціалізованих порад із захисту докторських дисертацій в Інституті психології РАН та Військового університету Міністерства оборони Російської Федерації, експертної ради ВАК з педагогіки та психології, заступник голови Комітету при РАН із медико-біологічних проблем.
Володимир Пономаренко — головний редактор журналу «Вісник Міжнародної академії проблем людини в авіації та космонавтиці», член редколегій кількох журналів: «Іноземна психологія», «Авіакосмічна та екологічна медицина», «Ергономіка», «Проблеми безпеки польотів».
Він почесний президент Міжнародної академії Людини в аерокосмічних системах, почесний професор Інституту психофізіологічної підготовки (США) та почесний член ради Національного музею авіації та космонавтики США, а також Почесний громадянин Мелітополя.

## Основні наукові праці

### Монографії
- Пономаренко В. А, Завалова Н. Д. (составители) Психология поведения летчика в аварийной ситуации. Пробл. формирования психофизиол. готовности: Пособие для авиационных врачей. — М.: б. и., 1975. — 23 с.
- Береговой Г. Т., Завалова Н. Д., Ломов Б. Ф., Пономаренко В. А. Экспериментально-психологические исследования в авиации и космонавтике. М.: Наука, 1978. — 285с. [переведена в Польше и Германии]
- Пономаренко В. А., Лапа В. В. Профессия — лётчик: Психологические аспекты. — М.: Воениздат, 1985. — 136 с.
- Завалова Н. Д., Ломов Б. Ф., Пономаренко В. А. Образ в системе психической регуляции деятельности. — М.: Наука, 1986. — 110 с..
- Пономаренко В. А. Психология жизни и труда летчика. — М.: Воениздат, 1992. — 224 с.
- Пономаренко В. А., Завалова Н. Д. Авиационная психология: Проблема безопасности лётного труда. — М.: НИИА и КМ, 1992. — 200 с.
- Пономаренко В. А., Лапа В. В., Лемещенко Н. А. Человеческий фактор и безопасность посадки. — М.: Воениздат, 1992. — 112 с.
- Пономаренко В. А. Практическая психология. — М.: Наука, 1995. — 287 с.
- Пономаренко В. А. Страна Авиация: чёрное и белое. — М.: Наука, 1995. — 412 с.
- Пономаренко В. А., Разумов А., Пискунов В. Здоровье здорового человека. — М.: Медицина, 1997. — 205 с.
- Пономаренко В. А., Разумов А. Н., Стародубов В. И., Шинкаренко В. С. Здоровье здоровых. — М.: Международный институт восстановительной медицины, 1997. — 100 с.
- Пономаренко В. А., Разумов А. Новые концепции охраны и восстановления здоровья здорового человека в трудовой деятельности. — М.: Русский врач, 1997. — 149 с.
- Пономаренко В. А. Авиация. Человек. Дух. — М.: ИП РАН «Универсум», 1998. — 320 с.
- Пономаренко В. А. Психология духовности профессионала. — М.: ИПАН РАН, 2004. — 162 с.
- Пономаренко В. А. В слове — позиция. — Красноярск: Поликом, 2004. — 347 с.
- Пономаренко В. А. Созидательная психология: Избранные психологические труды. — М.: МПСИ, 2000. — 848 с.
- Пономаренко В. А. Размышления о здоровье. — М.: Магистр-Пресс., 2001. — 427 с.
- Ворона А. А., Гандер Д. В., Пономаренко В. А. Теория и практика психологического обеспечения лётного труда. (Под общ. ред. В. А. Пономаренко). М.: Воениздат, 2003.
- Пономаренко В. А. Психология человеческого фактора в опасной профессии. — Красноярск: Поликом, 2006. — 629 с.
- Пономаренко В. А. Профессия — психолог труда. — М.: Когито-Центр, Институт психологии РАН, 2007. — 400 с.
- Пономаренко В., Чунтул А., Коваленко П. Учение об иллюзиях полёта: Основы авиационной делитологии. — М.: Институт психологии РАН, 2007. — 464 с.
- Пономаренко В. А. Безопасность полета — боль авиации. — М.: МПСИ, Флинта, 2007. — 416 с.
- Д. В. Колесов, В. А. Пономаренко Отношение к жизни и психология риска: учебное пособие. — М.: МПСИ, МОДЭК, 2008.
- Пономаренко В. А. Нравственное небо. — М.: Тип. МВД, 2010. — 536 с.
- Пономаренко В. А. На чьих плечах стоим? — М.: Ин-т психологии РАН, КОГИТО, 2012. — 144 с.
- Пономаренко В. А. Теоретические и экспериментальные данные о профилактике безопасности полета. 2014. — 104 с.

### Статті
- Пономаренко В. А. Образ духа человеческого как психологическая парадигма XXI века // Магистр, № 3, 1996.
- Пономаренко В. А. Предметное и идеальное в индивидуальном сознании «небожителей» и образы мира Небесного (космонавты в космическом мире // Мир психологии. — 2003. — N 4. — С. 65-79.
- Пономаренко В. А. Социально-психологическое содержание боевого стресса // Психологический журнал. — 2004. — Т. 25, N 3.
- Пономаренко В. А. Аналитическая записка о научной командировке на авиабазы США // Весник МНАПЧАК, № 1, 2008, с. 100—101.
- Пономаренко В. А. Здоровьесбережение как ответ на вызов времени // Мир психологии. — 2009. — N 2. — С. 182—194.
- Пономаренко В. А. О космической поддержке Духа земного человека // Национальный психологический журнал — 2011. — № 1(5) — с. 100—103.
- Пономаренко В. А. Экстремальность как порождение вызова духовных и креативных сил // Развитие личности, № 4, 2011, с. 81-96.
- Пономаренко В. А. Человек летающий // Экспериментальная психология, 2012, том 5, № 4, с. 117—131.
- Пономаренко В. А. Незнаемое и знаемое в психике человека // Развитие личности, № 1, 2012, с. 81-96.